# Alexandre Raineau
Alexandre Raineau (* 21. Juni 1986 in Paris) ist ein französischer Fußballspieler.

## Karriere
Raineau durchlief als Jugendlicher das Ausbildungszentrum INF Clairefontaine und wurde im Anschluss daran vom SM Caen weiter ausgebildet. Zugleich wurde er in die französische U-18-Auswahl berufen und lief später auch für die U-20 und die U-21 auf. Für letztere kam er 2007 bei einem 4:1 gegen die deutsche Mannschaft zum Einsatz. Auf Vereinsebene gelang ihm 2006 bei Caen der Sprung in die erste Mannschaft. Sein Profidebüt gab er, als er am 10. November 2006 beim 1:0 im Zweitligaspiel gegen den FC Gueugnon in der Startformation stand. Am Ende dieser Spielzeit, in der er weitere sechs Spiele bestritt, konnte er mit dem Team den Aufstieg in die erste Liga feiern. Ende Oktober 2007 erreichte Raineau zwar auch sein Erstligadebüt, doch blieb es sein einziges Ligaspiel in der Hinrunde. Dementsprechend wurde er zu Beginn des Jahres 2008 an den Zweitligisten FC Libourne-Saint-Seurin ausgeliehen, wo er zum Stammspieler avancierte.
Nach seiner Rückkehr zu Caen lief er regelmäßig für den Verein auf, der in dieser Phase eine Fahrstuhlmannschaft zwischen erster und zweiter Liga darstellte, und spielte häufig von Beginn an. Jedoch konnte er auch mit fortschreitendem Alter nicht zum fest gesetzten Leistungsträger aufsteigen. 2014 gelang der Wiederaufstieg in die erste Liga, allerdings wurde er im Anschluss daran überhaupt nicht mehr aufgeboten. Er blieb dennoch Teil des Kaders und kam in der Spielzeit 2015/16 wieder zu einigen Einsätzen. Nach dem Erreichen des siebten Tabellenplatzes wurde sein Vertrag am Saisonende nicht verlängert. Raineau wechselte daraufhin zum Drittligisten LB Châteauroux. 2017 schaffte er mit Châteauroux den Aufstieg in die zweite Liga.